# IK Investment Partners
Die IK Investment Partners (bis 2008 Industri Kapital)  ist ein Private-Equity-Unternehmen schwedischen Ursprungs mit Sitz in London, sowie weiteren Niederlassungen in Hamburg, Paris und Stockholm.

## Hintergrund
Enskilda Ventures Ltd hatte ab 1989 eine Vertretung in London, aus der Industri Kapital hervorging. Im Jahr 1993 wurde Industri Kapital unabhängig.
Insgesamt wurden bis 2007 über 5,7 Milliarden. Euro bei Investoren in fünf verschiedenen Fonds aufgenommen und damit über 70 Unternehmen im europäischen Raum (Benelux, Frankreich, Skandinavien und Deutschland) aufgekauft.

## Beteiligungen
Das Unternehmen investiert vor allem in mittelständische und kleine Unternehmen in Deutschland, Niederlanden, Frankreich und Skandinavien. Zu den deutschen Beteiligungen gehörte unter anderem der Studienkreis, der mittlerweile an das österreichische Unternehmen GoStudent verkauft wurde.